# Plamenice
Plamenice bosnyák falu Bosznia-Hercegovinában, a Bosznia-hercegovinai Föderáció Una-Szanai kantonjában, Ključ községben. 

## Fekvése
Bosznia-Hercegovina nyugati részén, Bihácstól légvonalban 80, közúton 98 km-re délkeletre, Ključtól légvonalban 5, közúton 8 km-re északkeletre, a Szana bal partjának dombos területén fekszik. 

## Népessége
| Nemzetiségi csoport | Népesség 1991 | Népesség 2013 |
| ------------------- | ------------- | ------------- |
| Szerb               | 203           | 0             |
| Bosnyák             | 250           | 95            |
| Horvát              | 0             | 0             |
| Jugoszláv           | 1             | 0             |
| Egyéb               | 2             | 0             |
| Összesen            | 456           | 95            |

## Története
A régészeti leletek tanúsága szerint határában egykor római erőd állt, mely az 1. és 4. század között volt használatban. A település vízben nagyon szegény, pedig a boszniai háború előtt minden háznak volt saját kútja. A faluban legenda kering arról, hogy Plamenicében miért nincs folyóvíz vagy forrás. A legenda szerint Plamenicén egykor tiszta és hidegvizű patak folyt át egészen addig, amíg egy napon a közelben csata folyt. A csata olyan sokáig dúlt, és Plamenicéből erősítést kértek. Ott Plamenicében az egyik bégnek (a helyi toronyban parancsnokló dizdar agának) volt egy szárnyas lova. A ló olyan jó és gyors volt, hogy ő maga nem törődött azzal, hogy a lónak szárnya is van. Amikor a heves csata közepette az egyik harcos a lovát kérte, és nem tudta vagy nem akarta odaadni a lovát, mondván, hogy a ló beteg és gyenge. Erre a harcos azt mondta neki: „Ha nem adsz ma lovat, elzárom ezt a patakot és imádkozom, hogy ne legyen több vized!” Így lett, hogy a víz, eltűnt, mert az aga nem adta oda a lovat, melyet a pincében rejtett el. Ezután lement, hogy elégedettségében megveregeti a ló hátát, de látta, hogy a szárnyak leestek a lóról, és a ló meghalt. Így azóta Plamenicének nincs forrásvize. Igaz, a háború után a közelben állomásozó német zászlóalj kutakat fúrt és a 87. méternél talált vizet.
Plamenice 1878-ig tartozott az Oszmán Birodalomhoz, majd az Osztrák-Magyar Monarchia része lett. 1879-ben az első osztrák-magyar népszámlálás során a faluban 19 házat és 161 muszlim lakost számláltak. 1910-ben a településen 35 házat és 198 muszlim lakost találtak. A monarchia szétesésével 1918-ben előbb a Szerb-Horvát-Szlovén Királyság, majd 1929-től a Jugoszláv Királyság része. 1921-ben a faluban 37 házat és 188 lakost számláltak. 1945-től a település a szocialista Jugoszlávia része volt.
A boszniai háború idején település 1995 szeptemberéig a szerb félkatonai egységek uralma alatt állt, amikor a Bosznia-Hercegovinai Hadsereg, a Horvát Védelmi Tanács (HVO) és a Horvát Hadsereg (HV) által vezetett közös akciók során visszafoglalták. 2013-ban a falunak 95 lakosa volt, mind muszlimok. Plamenicének nincsen mecsete, muszlim hívők a négy kilométerre lévő Humicai mecsetbe járnak. A háború előtt 4 osztályos általános iskola működött itt, és a tanulók nyolcéves koruktól a Plamenicétől 12 kilométerre lévő Sokolovoba jártak. Ma a gyerekek a közeli Humicában járnak általános iskolába. Ennek a falunak ma nincs egyetlen üzlete sem, a háború előtt azonban kettő is volt, az Islamagic Hamdije és Skocic Mirsada házában. A falu a jó kőművesekről és kézművesekről ismert.

## Nevezetességei
- Vrščić – római erőd maradványai az 1. – 4. századból. Az egykori erődből mára csak tégladarabok maradtak.[4]